# Harry哥哥好鄰居
《Harry哥哥好鄰居》（英語：We are good neighbours），是香港電台電視部半外判的兒童節目系列，由Harry哥哥（本名王者匡）主持，於港台電視31、31A播放。

## 簡介
2014年，無綫電視解散了兒童節目組。2016年亞洲電視結束免費電視牌照，香港電台接手了亞視的頻譜，設立港台電視31。港台事隔30年重新製作兒童節目，《Harry哥哥好鄰居》成為港台電視31首個兒童節目。第二季開始前，節目組在節目的facebook專頁上載申請表招募現場觀眾，三日內即有過千申請。2017年搬到舞台，在暑期大型音樂節「國際綜藝合家歡」舞台節目演出魔法音樂劇《鄰居，你好嗎？》，結合魔術、布偶、歌舞和歡樂，後來因為爆滿，加場演出。
《Harry哥哥好鄰居》以1976年聯合國發表的「生命價值教育計劃」為藍本，共13種生命價值，每星期一個主題，有和平、尊重、愛、快樂、謙遜、合作、寬容、責任、團結、慶祝、誠實、率真、自由。節目元素有布偶、魔法、兒歌，第二季加入外景和現場觀眾。在節目中，小朋友嘗試、跌倒、做不同的事，集集給予新的感覺。角度不是放在如何做，而是看小朋友的反應。Harry哥哥說，真實的東西總是很有感染力。命名為《Harry哥哥好鄰居》，是想重建人與人的關係，一齊玩。Harry哥哥主張不是教育人，而是影響人。
節目的背景設定是在「變幻園」，除了Harry哥哥、搏試，還有布偶猴子「芝麻」、雞「近近視」、怪獸「𠵱哦」。第三輯起加入愛美麗姐姐（本名劉思美）主持。

## 播映時間歷史
- 第一輯於2016年11月28日至2017年5月26日逢周一至周五晚上七時於港台電視31、31A頻道播送。每集半小時。
- 暑假特輯《Harry哥哥好鄰居 夏日樹屋之旅》於2017年8月7日至9月1日於港台電視31、31A頻道播送。每集十五分鐘。
- 第二輯於2017年10月16日至2018年3月2日逢周一至周五晚上七時十五分於港台電視31、31A頻道播送。每集十五分鐘。
- 暑假特輯《Harry哥哥放暑假》於2018年7月18日至8月31日逢周一至周五晚上七時十五分於港台電視31、31A頻道播送。每集十五分鐘。
- 第三輯於2018年10月15日至2019年2月15日逢周一至周五晚上七時十五分於港台電視31、31A頻道播送。每集十五分鐘。
- 暑假特輯《Harry哥哥尋找快樂之旅 2019》於2019年7月1日至8月30日逢周一至周五晚上七時十五分於港台電視31、31A頻道播送。每集十五分鐘。
- 第四輯於2019年11月25日至2020年1月24日逢周一至周五晚上七時十五分於港台電視31、31A頻道播送。每集十五分鐘。
- 抗疫特輯《抗疫好鄰居》於2020年2月17日至3月2日逢周一至周五晚上七時五十五分於港台電視31、31A頻道播送。每集五分鐘。
- 暑假特輯《Harry哥哥快樂農莊》於2020年8月31日起逢周一至周五晚上七時十五分於港台電視31、31A頻道播送。每集十五分鐘。
- 系列短劇《好鄰居齊學基本法》於2025年3月30日起逢周日晚上六時五十五分於港台電視31頻道播送。每集五分鐘。

## 歌曲

### 主題曲
《Herry哥哥好鄰居》
作曲：楊樂嫣 主唱：楊樂嫣
變幻園裏鄰居 都是好鄰居
隨時看到他們 你好嗎鄰居
變變魔術好玩嗎
神奇厲害呀
多多動物不害怕
親近大自然就是好
芝麻、近近視與依哦
美麗大自然              x2

### 片尾曲
擺甫士
作曲、填詞、主唱：王者匡

### 臭襪樂隊
- 臭襪
- 吃糖測荒機
- 返屋企吔飯
- 冇功課交
- 我閃
- 做錯功課
- Superheros
- 我是平安
- 蕃茄有益
- Little hands, little love

## 節目調動
2018年2月28日(星期三)：由於19:05-20:00直播《財政預算案論壇2018》，因此節目暫停播映。

## 電視節目的變遷
| 香港港台電視31、31A 星期一至五19:15-19:30時段 · 2018年2月28日暫停播映 | 香港港台電視31、31A 星期一至五19:15-19:30時段 · 2018年2月28日暫停播映 | 香港港台電視31、31A 星期一至五19:15-19:30時段 · 2018年2月28日暫停播映 |
| --------------------------------------------------------------------- | --------------------------------------------------------------------- | --------------------------------------------------------------------- |
|                                                                       | Harry哥哥好鄰居II (2017-10-10)                                        |                                                                       |
| 生活.健康.資訊.推介                                                   | 小農夫大作物2017                                                      |                                                                       |

## 外部連結
Harry哥哥好鄰居youtube播放列表（页面存档备份，存于）

Harry哥哥好鄰居 FACEBOOK

Harry哥哥好鄰居 香港電台官方介紹（页面存档备份，存于）

Harry哥哥好鄰居2 香港電台官方介紹（页面存档备份，存于）

Harry哥哥好鄰居3 香港電台官方介紹（页面存档备份，存于）

Harry哥哥好鄰居4 香港電台官方介紹（页面存档备份，存于）

抗疫好鄰居 香港電台官方介紹（页面存档备份，存于）

Harry哥哥好鄰居 夏日樹屋之旅 香港電台官方介紹 （页面存档备份，存于）

Harry哥哥放暑假 香港電台官方介紹（页面存档备份，存于）

Harry哥哥尋找快樂之旅 2019 香港電台官方介紹（页面存档备份，存于）

Harry哥哥快樂農莊 香港電台官方介紹 （页面存档备份，存于）